# Bulge Bracket

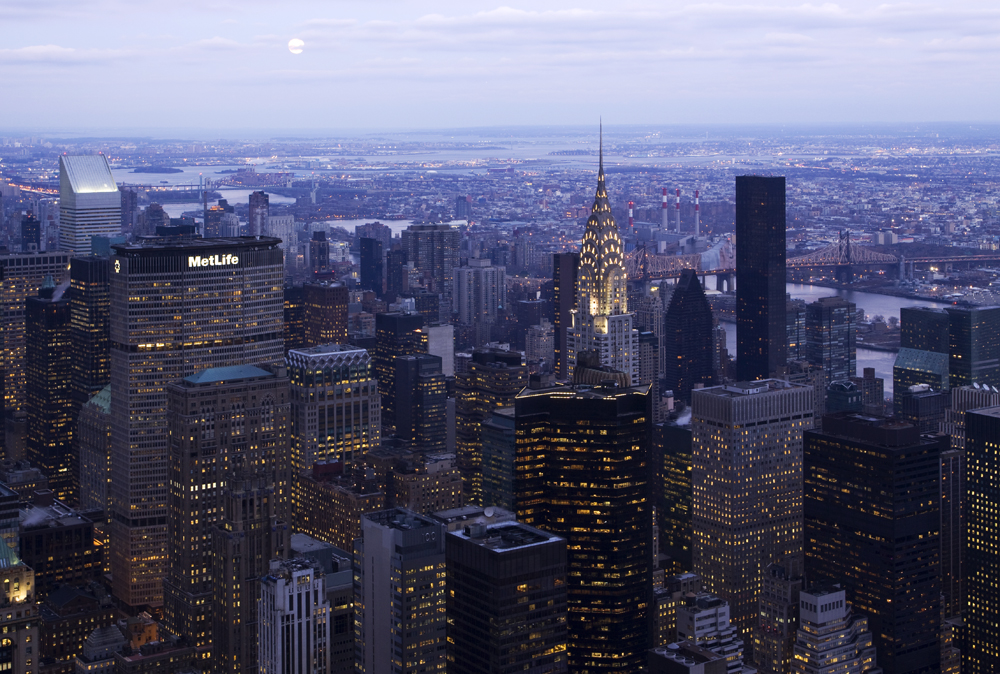
Toutes les banques Bulge Bracket sont présentes à New York, considérée comme la capitale financière du monde avec Londres,.

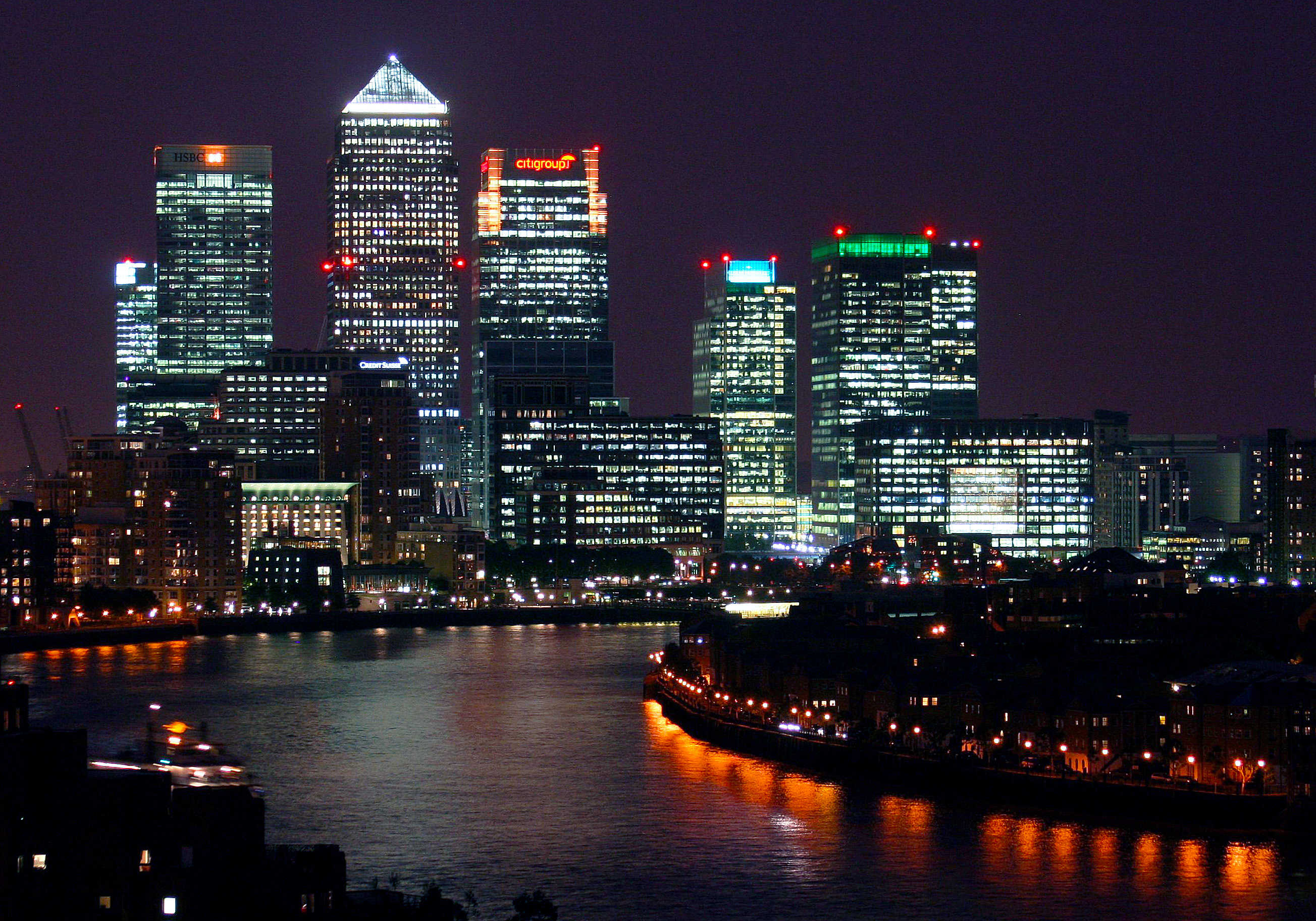
Toutes les banques Bulge Bracket ont aussi des hubs basés à Londres, considéré par beaucoup comme la capitale financière de l'Europe voire du monde,.

Le groupe des banques Bulge Bracket (BB) comprend les banques d'investissement les plus rentables ainsi que les plus importantes pour le système financier mondial., Le BB facilite presque toujours la circulation des capitaux mondiaux et finance la plupart des contrats financiers pour les grandes entreprises, les institutions et les gouvernements. Les banques ont d'importantes divisions de Vente et Trading (S&T), de fusions et acquisitions (M&A), de la gestion d'actifs (AM), gestion de fortune (WM), et de recherche sur l'investissement. Il n'existe pas de liste définitive des banques dans le BB, et le nombre de banques dans ce groupe varie avec le temps, de quatre à dix. En dépit du fait qu'il n'existe pas une liste officielle, le large consensus parmi les économistes, les analystes financiers et les universitaires est que le BB est formé de neuf banques d'investissement aujourd'hui. Les neuf banques sont historiquement et dans l'usage moderne, listées dans l'ordre alphabétique : Bank of America, Barclays, Citigroup, Crédit suisse, Deutsche Bank, Goldman Sachs, JPMorgan Chase, Morgan Stanley et UBS. Ces banques dominent généralement les classements mondiaux d'investissement, d'activité bancaire, et de réalisation des plus grands flux d'affaires régionaux.
Le nom de Bulge Bracket est originaire des années 1960, lorsque les opérations financières des plus grandes banques d'investissement ont été imprimées dans des polices plus grandes sur les contrats bancaires et sur les notes d'obligations. Les quatre membres fondateurs du support ont été Morgan Stanley, First Boston, Kuhn, Lœb & Co. et Dillon, Read. La relégation de ces trois dernières banques, la vitalité de Morgan Stanley, et l'ajout des huit autres entreprises ont en grande partie fait le groupe des "Bulge Brackets" moderne. L'emploi avec les banques du "Bulge Bracket", implique le prestige social, et des niveaux très élevés de rémunération,, alors que l'association économique implique de grands mouvements de capitaux,.

## Adhésion
Il n'y a pas de liste officielle ou fixe des banques d'investissement dans le BB Depuis sa création dans les années 1960, il y a eu une portée de quatre à dix banques membres dans le BB. Il y a cependant un consensus entre les institutions de recherche, les économistes, les financiers que le BB est composé de neuf banques d'investissement,. Bien que les critères originaux pour l'inclusion dans le support aient été basés sur la taille de l'activité financière, en plus des critères modernes, tend à encapsuler la force du capital, l'influence sur le marché, et une présence dans les grands centres financiers,. L'adhésion dans les BB implique le prestige social et la domination du marché. Par la plupart des comptes, les neuf banques d'investissement–par ordre alphabétique–sont comme suit :
| Le groupe des Bulge Brackets                 | Le groupe des Bulge Brackets | Le groupe des Bulge Brackets | Le groupe des Bulge Brackets | Le groupe des Bulge Brackets | Le groupe des Bulge Brackets | Le groupe des Bulge Brackets |              |
| Nom                                          | %M&A                         | % actions                    | % obligations                | % prêts                      | % MKT                        | Chiffre d'affaires 2018 AAJ  | Stock Ticker |
| -------------------------------------------- | ---------------------------- | ---------------------------- | ---------------------------- | ---------------------------- | ---------------------------- | ---------------------------- | ------------ |
| Bank of America                              | 20                           | 19                           | 34                           | 27                           | 5.7                          | 4,201 milliards $            | NYSE: BAC    |
| Barclays                                     | 26                           | 14                           | 38                           | 23                           | 4.3                          | 3,146 milliards $            | LSE: BARC    |
| Citigroup                                    | 27                           | 22                           | 33                           | 19                           | 5.5                          | 3,865 milliards $            | NYSE: C      |
| Credit Suisse                                | 32                           | 24                           | 28                           | 16                           | 4.5                          | 3,304 milliards $            | SIX: CSGN    |
| Deutsche Bank                                | 18                           | 22                           | 35                           | 25                           | 3.4                          | 2,292 milliards $            | FWB: DBK     |
| Goldman Sachs                                | 26                           | 27                           | 22                           | 11                           | 5.7                          | 5,770 milliards $            | NYSE: GS     |
| JPMorgan Chase                               | 29                           | 22                           | 29                           | 19                           | 8.7                          | 6,496 milliards $            | NYSE: JPM    |
| Morgan Stanley                               | 38                           | 32                           | 21                           | 10                           | 6.6                          | 4,785 milliards $            | NYSE: MS     |
| UBS                                          | 28                           | 26                           | 29                           | 17                           | 2.3                          | 1,651 milliards $            | SIX: UBSG    |
| Légende                                      |                              |                              |                              |                              |                              |                              |              |
| Plus grande institution financière nationale |                              |                              |                              |                              |                              |                              |              |